# David van de Kop

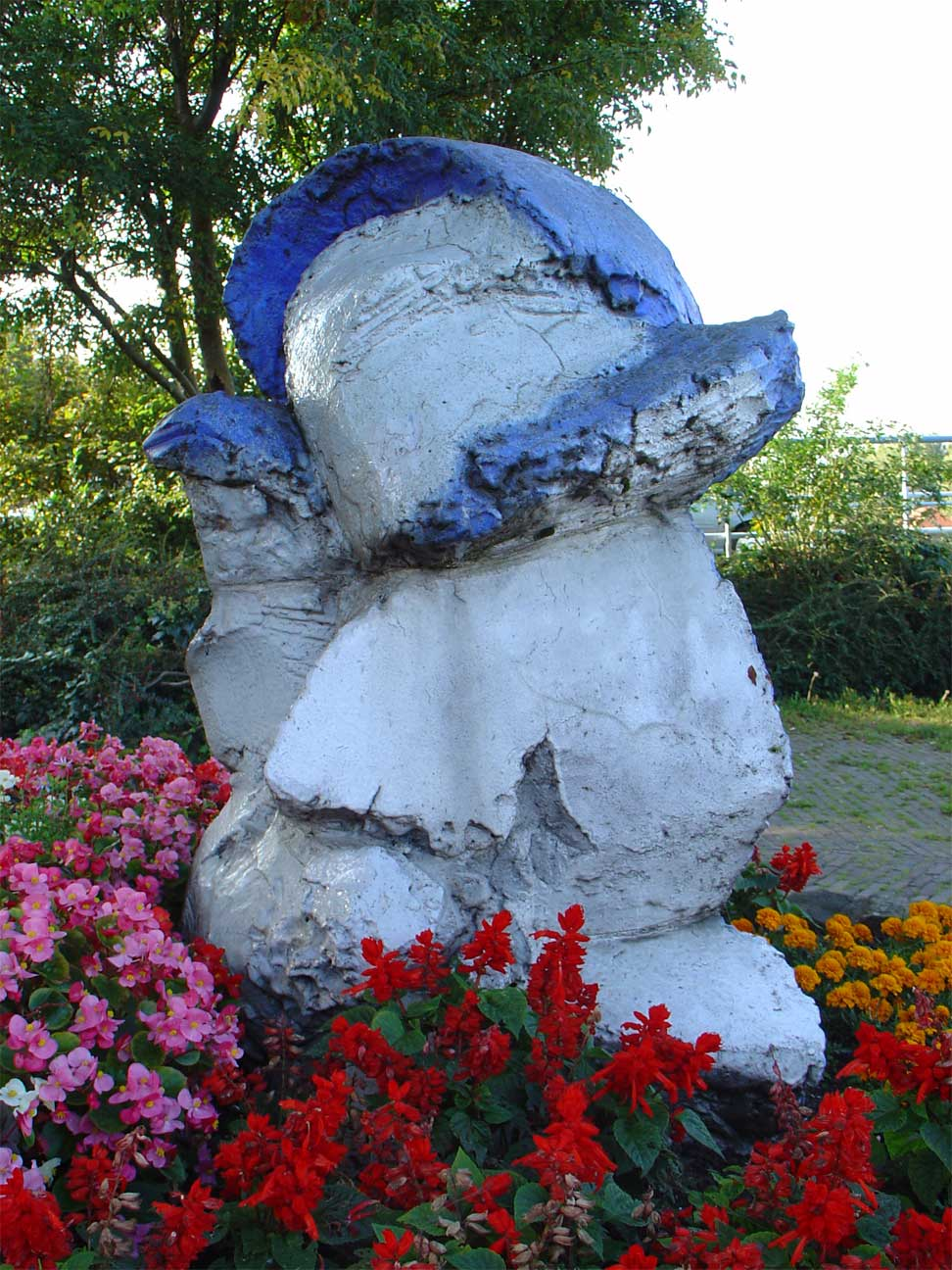
Vanitas (1990), Wachtelstraat/Turfsingel, Goudse beeldenroute, Gouda

David Johannes van de Kop of sinds 1989 David Vandekop (Den Haag, 3 november 1937 – Dreischor, 14 september 1994) was een Nederlandse schilder, tekenaar en beeldhouwer.

## Leven en werk
Van de Kop studeerde van 1956 tot 1961 bij onder anderen Carel Visser beeldhouwkunst aan de Koninklijke Academie van Beeldende Kunsten in Den Haag en zette zijn studie van 1963 tot 1964 voort aan de Academie van Schone Kunsten in Warschau. Van 1968 tot 1981 was Van de Kop docent aan de Koninklijke Academie voor Kunst en Vormgeving in 's-Hertogenbosch en van 1981 tot 1987 had hij de leiding over de beeldhouwafdeling van het postacademische instituut de Jan van Eyck Academie in Maastricht.
David van de Kop overleed op 14 september 1994 in zijn woonplaats Dreischor aan de gevolgen van een hartaanval.

## Materialen en stijl
Van de Kop werkte, in navolging van zijn leermeester Carel Visser, in zijn vroege werk vooral met staal. Het werk uit die tijd is vooral constructivistisch te noemen. Zelf noemde hij deze werken 'kaderbepalingen'.
In de jaren zeventig brak hij met zijn eerdere constructivistische werk en werkte hij in toenemende mate met klei, waarvan hij grote keramische beeldhouwwerken maakte in heldere kleuren. De grote plasticiteit van klei gaf hem de mogelijkheid speelser, intuïtiever en organischer vorm te geven. Deze werken zijn meestal opgebouwd uit meerdere delen, die na het bakken aaneengevoegd werden tot het grotere geheel.
In latere jaren werkte Van de Kop meer met ruw bewerkt hout en maakte hij 'stapelingen' van verschillende brokstukken en materialen, die hij ook wel kleurig beschilderde. Inspiratiebronnen voor hem waren onder andere de Griekse mythologie (Leda met de Zwaan, Danaë, Eros, Dionysos), Magdalena en het Zeeuwse landschap.

## Werken in de openbare ruimte (selectie)
- Almere: Eos (1994), Muziekwijk en Leda en de zwaan (1994), Molenbuurt
- Amersfoort: Zonder titel (), Park Randenbroek
- Amsterdam: Zonder titel (1989), Atlasgebouw (kunstwerk is gesloopt)
- Den Haag: Obstakel (1980), Schenkviaduct
- Gouda: Vanitas (1990), Wachtelstraat/Turfsingel,Goudse beeldenroute
- Rotterdam: Zonder titel (1984), Rochussenstraat
- Utrecht: Zonder titel, Ina Boudier-Bakkerlaan
- Utrecht: Zeelandschap (1987) Smakkelaarsveld
- Utrecht: Zonder titel (1983) Camera Obscuradreef
- Veere: Inundatiemonument (1990), Polredijk
- Vlissingen: Eos (1992) Koudekerkseweg

## Fotogalerij

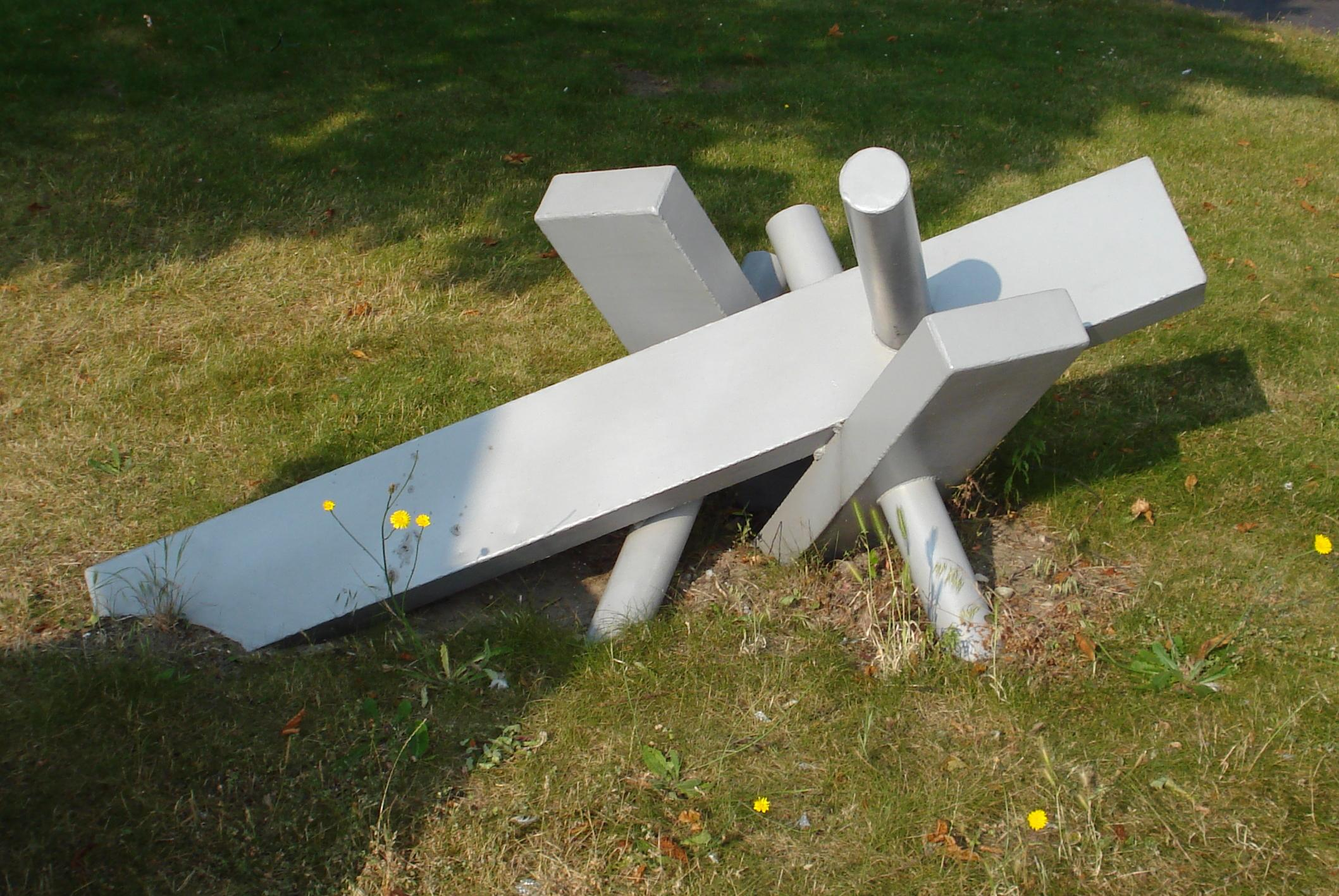
Obstakel (1980), Den Haag
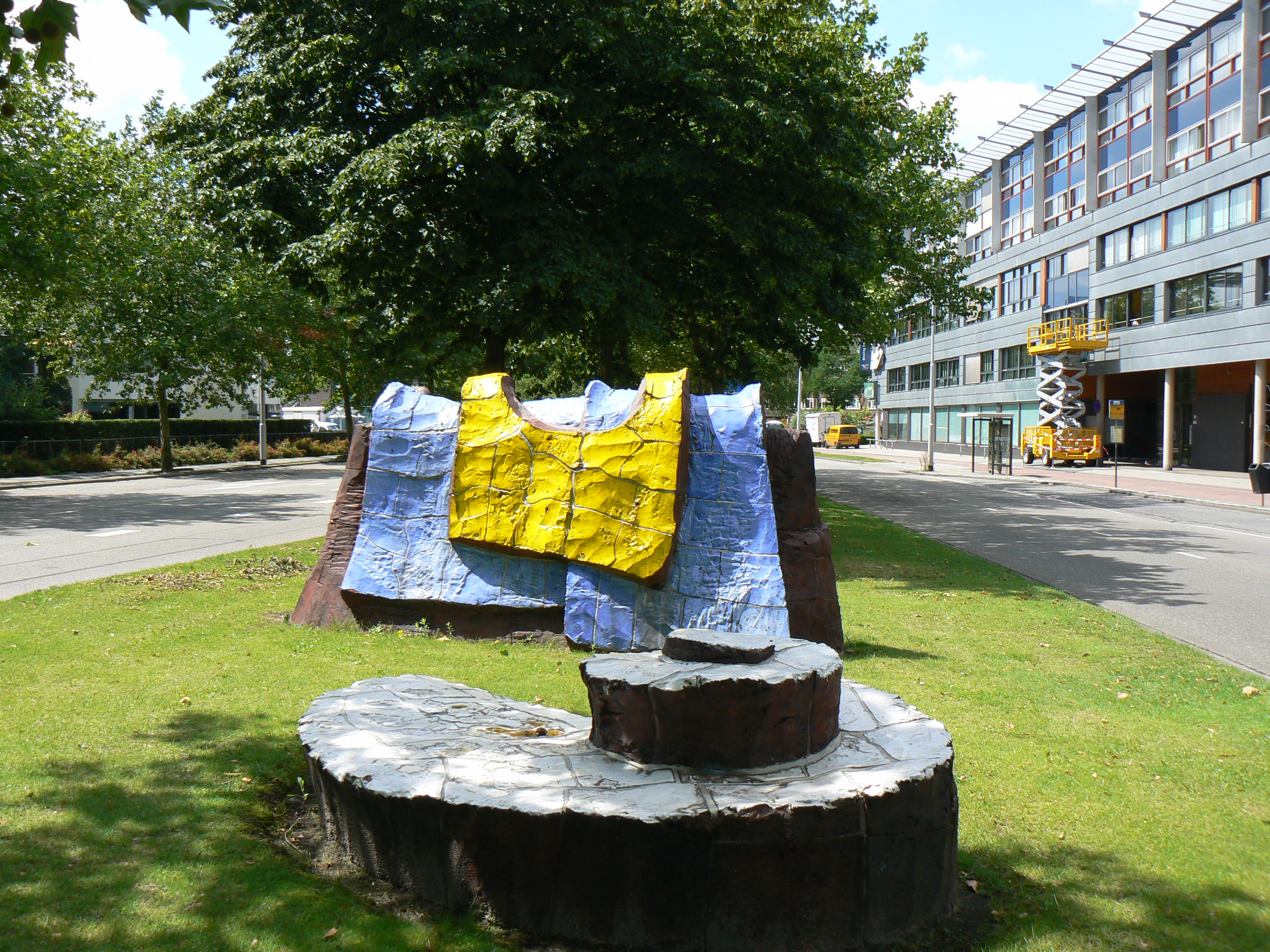
Zonder titel (1984), Rotterdam
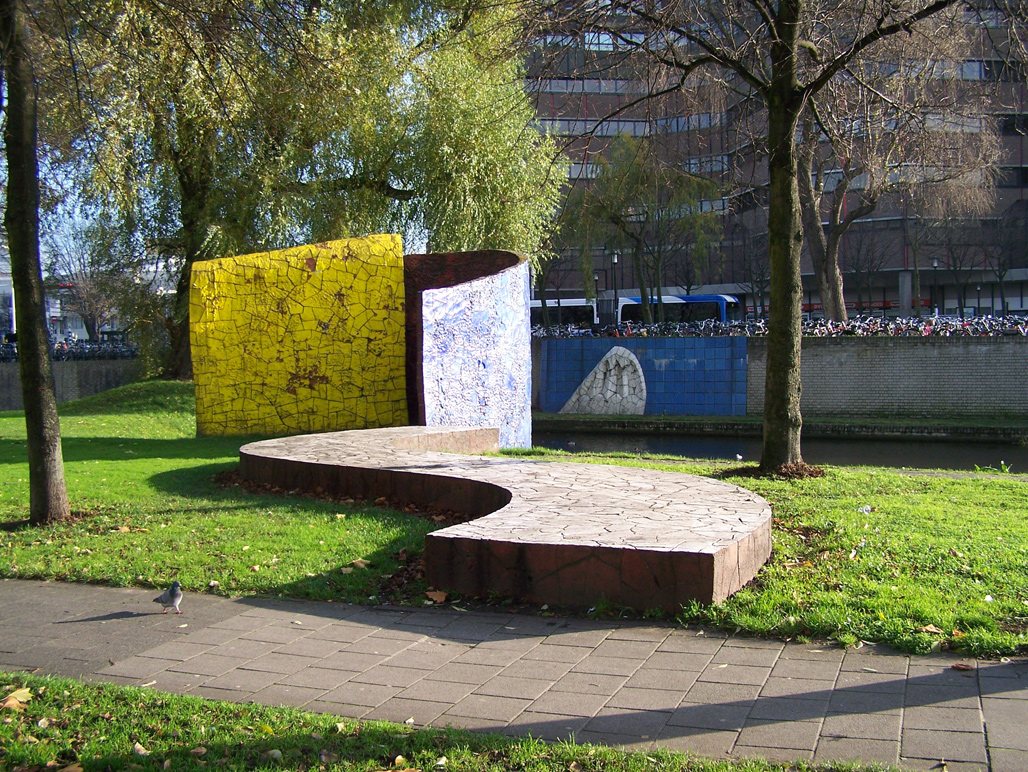
Zeelandschap (1987), Smakkelaarsveld, Utrecht
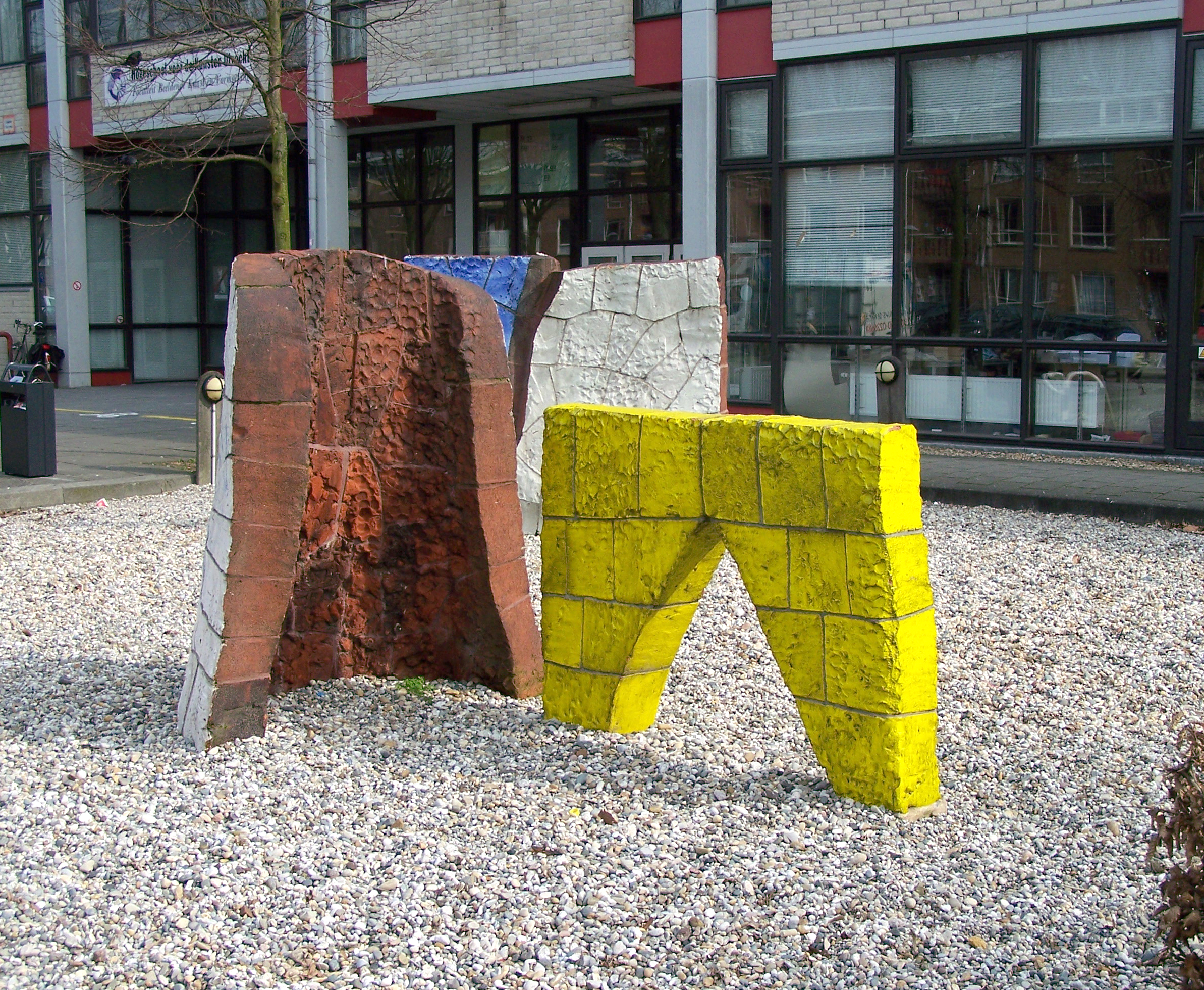
Zonder titel, Ina Boudier-Bakkerlaan Utrecht